# ベリーズの国旗
ベリーズの国旗（ベリーズのこっき）は、独立に伴い1981年9月21日に制定された。
この旗は1950年に英領ホンジュラス（ベリーズのイギリス領時代の名前）が独立運動を開始した際に用いられたものであり、独立時に上下の赤線が追加され、現在のデザインとなった。中央はベリーズの国章である。
また、世界で唯一人間が描かれており、それ故に国内で見られるベリーズの国旗のデザインには画一性が見られない。

?イギリス領ホンジュラスの旗（1870年-1919年）
?イギリス領ホンジュラスの旗（1919年-1981年）
?独立運動時の旗（1950年-1981年）